# Gregorio Hernández de Velasco
Gregorio Hernández de Velasco (Toledo, c. 1525 - 1577 o 1586 ) fue un humanista, poeta y teólogo español, traductor de la Eneida de Virgilio.

## Biografía
Presbítero español y doctor en teología, nacido en Toledo en el primer cuarto del siglo XVI. Tradujo el Partus Virginis del humanista italiano Jacopo Sannazaro, y no solo la Eneida de Virgilio (Toledo, 1555) en elegantes endecasílabos (en algunas ediciones se dice que en octavas reales, pero no es exacto, puesto que tal estrofa alterna con tiradas de endecasílabos blancos), sino también las églogas 1.ª y 4.ª del mismo y la continuación o libro XIII  (Supplementum Aeneidos Liber XIII, 1428), donde el humanista Maffeo Vegio (1407-1458) describe el matrimonio de Eneas con Lavinia y su posterior deificación. Hernández hizo dos versiones de la obra de Virgilio, la segunda tan retocada que casi es una nueva; de la primera hubo siete reimpresiones y la segunda (Toledo, 1574) se reimprimió seis veces hasta 1586. Lope de Vega encomió el trabajo de Hernández en su Laurel de Apolo y Cervantes había leído su traducción, que acaso influyó algo en ciertos aspectos de la segunda parte del Don Quijote. El libro fue reimpreso hasta la actualidad y fue la versión en castellano más utilizada al menos hasta la nueva de Juan Francisco Enciso Monzón (Cádiz, 1698). La versión de Hernández de Velasco fue importante también porque introdujo numerosos cultismos, que el mismo autor explicó en un apéndice a la edición de 1574: culebrina, desasosiego, fervoroso, inextricable, innovar, regular, simulacro, traje, versuto, esquena, fido, lauto, indisoluble, nebreda, plasmador, presciencia, proclive, taratántara, vítreo, etc.

## Obra

### Traducciones
- Jacopo Sannazaro, El parto de la virgen que compuso el celebre Iacobo Sanazaro [...] traduzido en octaua rima castellana por el lice[n]ciado Gregorio Herna[n]dez de Velasco. Madrid: Pierres Cosin, 1569; Zaragoza: Lorenço y Diego de Robles [...], a costa de Antonio Hernández librero, 1583
- Jacopo Sannazaro, El parto de la Virgen. Montedoy, Benito de (ed.) Torrero, Luis (ed.); Hernández de Velasco, Gregorio (trad.). En Sevilla: A costa de Benito de Montedoy, y de Luys Torrero..., 1580.
- Mapheo Veggio, El treceavo libro de la Eneida de Mapheo Veggio. Zaragoza: Lorenzo y Diego de Robles, 1585
- Publio Virgilio Marón, La Eneida de Virgilio traducida en Verso Castellano. Toledo: Juan de Ayala, 1555; Amberes: Gerardo Smitz,1557; Alcalá: 1563; Toledo: Juan de Ayala, 1574; Toledo: Diego de Ayala, 1577. Muy reimpresa hasta la actualidad.
- Publio Virgilio Marón, La Eneida [...] en esta vltima impression reformada y limada [...] hase añadido a la primera impression lo siguiente, las dos Eglogas de Virgilio, primera y quarta, el libro tredecimo de Mapheo Veggio... intitulado Suplemento de la Eneida de Virgilio, la Moralidad de Virgilio sobre la letra de Pytagora, una tabla..., la vida de Virgilio. Zaragoza: Lorenzo y Diego de Robles, 1586.